# 觟陽鴻
觟阳鸿（?—?），字孟孙，姓觟阳，名鸿，中山国（今河北省定州市）人，东汉名士。
觟阳鸿传习《孟氏易》。孟氏易是西汉孟喜所创立的学派。觟阳鸿以《孟氏易》教授徒弟。他与丹同时，知名于世。汉明帝永平年间，觟阳鸿官至九卿中的少府。但是他没有关于《易经》的著作传于后世。

## 延伸阅读
[在维基数据编辑]
 《後漢書/卷79上》，出自范晔《後漢書》
 《東觀漢記》